# 滋润乡
滋润乡，是中华人民共和国山西省朔州市朔城区下辖的一个乡镇级行政单位。

## 行政区划
滋润乡下辖以下地区：
滋润村、王东庄村、大梁村、十里后村、姚庄村、河淋禽村、旧营村、小霍家营村、官地上村、乔庄村、里沿疃村、石都庄村、三家店村、永安庄村、高庄村、东王圐圙村、里磨疃村、罗疃村、新进疃村、清河寺村、刘家湾村、北乔家梁村、汴子疃村、陈庄村、夏关城村、里仁村、下辛庄村、五花营村、大霍家营村和南西河底村。